# Apanteles saegeri
Apanteles saegeri är en stekelart som beskrevs av Jean Risbec 1951. Apanteles saegeri ingår i släktet Apanteles och familjen bracksteklar.

## Underarter
Arten delas in i följande underarter:
- A. s. bambeyi
- A. s. duplosenegalensis